# 17446 Mopaku
17446 Mopaku (tên chỉ định: 1990 BC2) là một tiểu hành tinh vành đai chính. Nó được phát hiện bởi R. Rajamohan ở đài thiên văn Vainu Bappu ở Kavalur, Ấn Độ, ngày 23 tháng 1 năm 1990. Nó được đặt theo tên three assistants ở the observatory: Venkatachala Moorthy, Arvind Paranjpye, và Kamatchiappan Kuppuswamy.